# Агент 117: Каїр — шпигунське гніздо
«Агент 117: Каїр — шпигунське гніздо» (фр. OSS 117 : Le Caire, nid d'espions) — французька шпигунська комедія. В основі фільму лежить творчість французького письменника Жана Брюса. Режисер Мішель Азанавічус.
Фільм є пародією на шпигунські фільми про Джеймса Бонда, Фантомаса та інших.

## Актори
- Жан Дюжарден — Агент 117, Юбер Бонассіє де ла Бат
- Береніс Бежо — Ларміна Ель Акмар Бетуш
- Ор Атіка — принцеса Аль Тарук
- Філіп Лафебр — Джек Джефферсон
- Франсуа Дам'єн — Реймонд Пелет'є
- Лорен Батьє — працівник гардеробу, англійський шпигун
- Річард Саммел — Молер
- Константин Александров — Сагдієв, резидент СРСР